# دوندون یاکه
دوندون یاکه (به ژاپنی: どんどん焼け どんどんやけ)،) نام رایج آتش‌سوزی است که در ۱۹ ژوئیه ۱۸۶۴ (۲۰ اوت ۱۸۶۴) در کیوتو پس از شورش دروازه ممنوعه یا حادثه کینمون رخ داد. همچنین به آن آتش‌سوزی بزرگ گنجی (گنجی نو تایکا) یا آتش‌سوزی با اسلحه (تپو یاکه) نیز می‌گویند.
نام «دوندون یاکه» از نحوه گسترش آتش در یک چشم به هم زدن و صدای بلند اسلحه در طول جنگ شهری گرفته شده است.

## بررسی اجمالی
پس از حادثه کینمون/شورش دروازه‌های ممنوعه، آتش‌سوزی در نزدیکی محل اقامت قلمرو چوشو نزدیک ساکایماچی گومون رخ داد. آتش‌سوزی به دلیل بادهای شمال شرقی گسترش یافت و در منطقه‌ای وسیع از غرب تا جنوب شرقی کاخ امپراتوری کیوتو فعلی گسترش یافت و تقریباً ۲۷۰۰۰ خانه را ویران کرد. خسارات انسانی شامل ۷۴۴ زخمی و ۳۴۰ کشته (رنجو کیبون) بود، اما هیچ خسارتی به قلعه نیجو یا تأسیسات مربوط به شوگون‌سالاری وارد نشد.
تلفات انسانی ناشی از خود شورش دروازه ممنوعه در سمت قلمرو چوشو ۲۸۱ نفر و در سمت آیزو و ساتسوما ۱۰۱ نفر بود.
میاجی ماساتو، مدیر موزه ملی تاریخ ژاپن، خاطرنشان می‌کند که «این احساس قوی در بین مردم وجود داشت که این آتش‌سوزی ناشی از یک حمله و آتش‌سوزی غیرضروری توسط قلمرو آیزو در تلاش برای شکار بقایای افراد قلمرو چوشو بوده است» و مردم شهر، آیزو و شینسنگومی را مقصر می‌دانستند.